# 鳰の湖真二
鳰の湖 真二（におのうみ しんじ、1986年12月16日 - ）は、滋賀県大津市出身で山響部屋（入門時は北の湖部屋）所属の現役大相撲力士。本名は田中 真二（たなか しんじ）。身長173.0cm、体重150.5kg。最高位は西前頭16枚目（2012年1月場所）。血液型A型。

## 来歴
幼少期より柔道を始めて、大津市立皇子山中学校在学時には柔道部の主将を務め、個人戦では全国大会ベスト16の実績を持つ実力選手だった。北京五輪100kg級金メダリスト・石井慧とも対戦経験がある（対戦成績は鳰の湖の2分け1敗）。中学では生徒会長も務めていた。
中学1年の時に両親が離婚し、それ以降中学卒業まで女手一つで育てられる。同じく中学1年の時に北の湖部屋の大阪場所宿舎で食事をしたことをきっかけに、「親孝行するなら相撲」と決意し「1人で育ててくれたお母さんにお金持ちになってもらいたい」という動機と共に、中学卒業後に当時の北の湖部屋へ入門した。東京の柔道名門校・国士舘高校の推薦を拒否しての入門であった。北の湖だけにとどまらず地元の接骨医も角界入りに誘ったとされており、入門前から才能は広く評価されていた。本人は「北の湖さんに誘われたら断れない」と覚悟していたとも伝われる。
2002年3月場所に初土俵を踏む。新弟子時代は身長171cm・体重109kgで、第二新弟子検査を受けての入門であった。同期には稀勢の里や同部屋の北磻磨らがいる。「鳰の湖」という四股名は琵琶湖の古称に由来して付けられたもので、「鳰の湖」とは「水鳥が集まる湖」という意味を持つ。「鳰」は、故郷・滋賀の県鳥カイツブリのことである。「にほの海やかすみて暮るる春の日にわたるも遠し瀬田の長橋」という、新古今和歌集に収められた藤原為家の和歌にも登場する由緒ある言葉でもあるが、入門当初は字が似ている「鳩」と間違えられて「はとのうみ」と読まれることもあったという。母は鳰の湖の精進を支えるために研究やトレーニング指導も買って出て、関取昇進をアシストしていた
序ノ口を1場所、序二段を1年程で通過し、それからは主に三段目に在位していたが、2006年4月に風邪の症状を訴えて、病院で検査したところ小脳炎にかかっていることが判明し、即刻緊急入院した。異変を自覚した鳰の湖は入門後初めて母親に助けを求めたといい、母が駆けつけた時は、うわ言を言ったり、真っすぐ歩けない状態であった。脳の中に細菌が入った状態で、当初の病状は重篤で数日間にわたって完全に意識が戻らない状態であった。担当医師からは約50%の確率で下半身不随になると言われたという。食事もまともに取ることができず、点滴や流動食で栄養を補給し、約1ヶ月間の入院生活はほぼ寝たきりの状態で約20kgほど体重が落ちたものの、同年5月場所後半に退院し、翌7月場所で復帰を果たした。
幸いにも復帰後は後遺症などに悩まされることもなく、むしろ調子を上げた。2007年3月場所に幕下に昇進すると、以後は幕下中位に定着するようになった。東幕下16枚目に上がった2010年7月場所で5勝2敗と勝ち越し、自己最高位となる西幕下6枚目の位置で迎えた翌9月場所でも4勝3敗と勝ち越し、続く11月場所でも西幕下4枚目の位置で5勝2敗と勝ち越しを決め、翌2011年1月場所において新十両へ昇進した。第二新弟子検査を経ての関取は、豊ノ島・磋牙司・益荒海に続いて4人目のこととなった。その1月場所では5勝10敗と大きく負け越し、大相撲八百長問題による同年3月場所の中止を挟んで、同年5月技量審査場所において幕下へ陥落した。
東幕下4枚目に番付を下げて迎えた2011年5月技量審査場所では3勝4敗と負け越したものの、大相撲八百長問題により多数の引退力士が出た影響で、翌7月場所では負け越しながら東幕下筆頭へと番付が上がった。その7月場所では5勝2敗と勝ち越し、翌9月場所において十両へ復帰した。再十両となった9月場所は9勝6敗と勝ち越し、続く11月場所でも9勝6敗と勝ち越しを決め、翌2012年1月場所に新入幕を果たした。滋賀県出身者の新入幕は1993年3月場所の蒼樹山以来18年10ヶ月ぶりであった。その1月場所では5勝10敗と大敗して、翌3月場所では十両へ陥落した。同年5月場所前の左肩亜脱臼の影響もあって以後1年余りを十両で過ごした。2013年5月場所では序盤で左膝を痛めたものの、終盤の5連勝で何とか勝ち越しを果たした。しかし翌7月場所前の稽古で状態が悪化。7月場所は3日目の双大竜戦以外を全て負けて1勝14敗の大敗を喫し、翌9月場所では西十両4枚目から一気に幕下に陥落した。幕下陥落後も7場所続けて負け越し、ついには2007年1月場所以来となる三段目への陥落を余儀なくされた。三段目に陥落した時、師匠の定年まで頑張って取りたいということで現役続行。同年11月場所は復調し、6勝1敗の好成績を残して1年半ぶりの勝ち越しを手にした。以降は主に幕下中位での土俵が続いている。
2015年11月場所13日目の取組終了後に師匠の北の湖敏満が急逝し、千秋楽となる11月22日に遺体が福岡から帰京。前日に七番相撲を取り終え帰京していた鳰の湖が、北の湖夫人の小畑とみ子のコメントをマスコミの前で代読した。師匠が死去したことで意気消沈した鳰の湖であったが「自身より師匠と関係が深かった大露羅さんはもっと辛い思いをしているのに頑張っているから俺も頑張ろう」とここでも現役続投を決意。
2016年は3月場所と11月場所でそれぞれ東幕下15枚目まで番付を回復したが、この2つの場所ではいずれも3勝4敗と負け越している。2018年1月場所は幕下では2007年7月場所以来となる6勝1敗。幕下以下での6勝1敗の成績自体2014年11月場所以来。関取が遠ざかっているが、同じ三保ヶ関系の里山を引き合いに出し、下位に落ちても応援してくれる人のために関取に返り咲くことを誓った。2018年3月7日に丘みどりが9枚目のシングル『鳰の湖/伊那のふる里』をリリースすると、四股名と同じ名前の曲が含まれるシングルに発奮して関取復帰に意欲を燃やすようになった。しかし関取復帰に近付くどころか2019年1月場所には2度目となる三段目陥落を喫した。
2021年1月場所限りで同じ滋賀県出身の琴貫鐵が引退し、鳰の湖が現役でただ一人の滋賀県郷土力士となった。

## エピソード
2011年10月1日、現金約90万円を盗まれるスリ被害に遭ったことが明らかになった。警察には被害届を出しているが「返しにくるお人よしはいないでしょう。しょうがないです」とあきらめている。被害に遭ったのは秋場所中で、給料を入れた袋を付け人に預けたが、両国国技館内か、その付近で何者かにすられたという。

## 主な成績
2025年7月場所終了現在

### 通算成績
- 通算成績：537勝519敗14休（139場所）
- 幕内成績：5勝10敗（1場所）

### 場所別成績
| | 一月場所 初場所（東京） | 三月場所 春場所（大阪） | 五月場所 夏場所（東京）   | 七月場所 名古屋場所（愛知） | 九月場所 秋場所（東京） | 十一月場所 九州場所（福岡） |
| --- | ----------------------- | ----------------------- | ------------------------- | --------------------------- | ----------------------- | --------------------------- |
| 2002年 （平成14年） | x                       | （前相撲）              | 西序ノ口41枚目 5–2        | 西序二段99枚目 5–2          | 東序二段56枚目 3–4      | 西序二段71枚目 5–2          |
| 2003年 （平成15年） | 西序二段30枚目 3–4      | 西序二段47枚目 5–2      | 西序二段6枚目 2–5         | 西序二段37枚目 6–1          | 東三段目72枚目 3–4      | 東三段目90枚目 4–3          |
| 2004年 （平成16年） | 東三段目68枚目 4–3      | 東三段目53枚目 4–3      | 西三段目37枚目 3–4        | 西三段目55枚目 2–5          | 東三段目83枚目 5–2      | 東三段目49枚目 4–3          |
| 2005年 （平成17年） | 東三段目32枚目 3–4      | 西三段目46枚目 5–2      | 東三段目23枚目 1–6        | 西三段目52枚目 3–4          | 東三段目72枚目 4–3      | 東三段目54枚目 6–1          |
| 2006年 （平成18年） | 西三段目3枚目 2–5       | 西三段目23枚目 2–5      | 西三段目49枚目 休場 0–0–7 | 東序二段10枚目 5–2          | 西三段目76枚目 6–1      | 西三段目18枚目 4–3          |
| 2007年 （平成19年） | 西三段目6枚目 4–3       | 西幕下56枚目 5–2        | 東幕下41枚目 3–4          | 東幕下48枚目 6–1            | 西幕下20枚目 1–6        | 西幕下43枚目 5–2            |
| 2008年 （平成20年） | 東幕下30枚目 3–4        | 東幕下36枚目 3–4        | 東幕下46枚目 4–3          | 東幕下37枚目 4–3            | 東幕下31枚目 3–4        | 東幕下38枚目 5–2            |
| 2009年 （平成21年） | 東幕下22枚目 3–4        | 東幕下28枚目 5–2        | 東幕下16枚目 1–6          | 西幕下42枚目 5–2            | 西幕下30枚目 4–3        | 西幕下25枚目 3–4            |
| 2010年 （平成22年） | 東幕下33枚目 4–3        | 西幕下28枚目 4–3        | 東幕下22枚目 5–2          | 東幕下16枚目 5–2            | 西幕下6枚目 4–3         | 西幕下4枚目 5–2             |
| 2011年 （平成23年） | 西十両12枚目 5–10       | 八百長問題 により中止   | 東幕下4枚目 3–4           | 東幕下筆頭 5–2              | 東十両10枚目 9–6        | 西十両4枚目 9–6             |
| 2012年 （平成24年） | 西前頭16枚目 5–10       | 東十両5枚目 6–9         | 東十両9枚目 7–8           | 東十両10枚目 9–6            | 西十両7枚目 6–9         | 西十両11枚目 5–10           |
| 2013年 （平成25年） | 西十両14枚目 8–7        | 東十両13枚目 10–5       | 西十両5枚目 8–7           | 西十両4枚目 1–14            | 東幕下2枚目 3–4         | 西幕下5枚目 2–5             |
| 2014年 （平成26年） | 東幕下15枚目 3–4        | 西幕下20枚目 1–6        | 西幕下48枚目 3–4          | 東幕下56枚目 3–4            | 西三段目6枚目 3–4       | 東三段目22枚目 6–1          |
| 2015年 （平成27年） | 西幕下43枚目 4–3        | 西幕下34枚目 4–3        | 東幕下29枚目 3–4          | 西幕下38枚目 5–2            | 東幕下23枚目 2–5        | 東幕下43枚目 5–2            |
| 2016年 （平成28年） | 西幕下26枚目 5–2        | 東幕下15枚目 3–4        | 東幕下23枚目 3–4          | 西幕下31枚目 5–2            | 西幕下18枚目 4–3        | 東幕下15枚目 3–4            |
| 2017年 （平成29年） | 西幕下22枚目 3–4        | 東幕下34枚目 5–2        | 東幕下23枚目 3–4          | 西幕下32枚目 3–4            | 西幕下45枚目 3–4        | 西幕下55枚目 5–2            |
| 2018年 （平成30年） | 東幕下35枚目 6–1        | 東幕下14枚目 2–5        | 東幕下30枚目 4–3          | 東幕下22枚目 4–3            | 東幕下19枚目 1–6        | 西幕下39枚目 2–5            |
| 2019年 （平成31年 /令和元年） | 西三段目筆頭 6–1        | 東幕下29枚目 3–4        | 東幕下37枚目 4–3          | 東幕下30枚目 3–4            | 西幕下37枚目 3–4        | 東幕下48枚目 6–1            |
| 2020年 （令和2年） | 東幕下19枚目 3–4        | 西幕下24枚目 3–4        | 感染症拡大 により中止     | 西幕下31枚目 5–2            | 東幕下16枚目 1–6        | 東幕下36枚目 4–3            |
| 2021年 （令和3年） | 西幕下28枚目 2–5        | 西幕下43枚目 休場 0–0–7 | 西幕下43枚目 3–4          | 西幕下50枚目 4–3            | 西幕下42枚目 5–2        | 西幕下23枚目 3–4            |
| 2022年 （令和4年） | 東幕下27枚目 3–4        | 東幕下37枚目 4–3        | 東幕下28枚目 4–3          | 東幕下22枚目 4–3            | 東幕下18枚目 2–5        | 東幕下34枚目 2–5            |
| 2023年 （令和5年） | 西幕下52枚目 4–3        | 東幕下43枚目 3–4        | 西幕下57枚目 3–4          | 東三段目7枚目 4–3           | 西幕下56枚目 4–3        | 西幕下46枚目 5–2            |
| 2024年 （令和6年） | 西幕下32枚目 3–4        | 東幕下36枚目 2–5        | 西幕下50枚目 2–5          | 東三段目15枚目 5–2          | 西幕下51枚目 4–3        | 東幕下42枚目 3–4            |
| 2025年 （令和7年） | 東幕下51枚目 4–3        | 東幕下41枚目 3–4        | 東幕下55枚目 3–4          | 東三段目6枚目 3–4           | x                       | x                           |
| 各欄の数字は、「勝ち-負け-休場」を示す。 優勝 引退 休場 十両 幕下 三賞：敢=敢闘賞、殊=殊勲賞、技=技能賞 その他：★=金星 番付階級：幕内 - 十両 - 幕下 - 三段目 - 序二段 - 序ノ口 幕内序列：横綱 - 大関 - 関脇 - 小結 - 前頭（「#数字」は各位内の序列） |                         |                         |                           |                             |                         |                             |

### 幕内対戦成績
| 力士名     | 勝数 | 負数 | 力士名 | 勝数 | 負数 | 力士名 | 勝数 | 負数 | 力士名   | 勝数 | 負数 |
| ---------- | ---- | ---- | ------ | ---- | ---- | ------ | ---- | ---- | -------- | ---- | ---- |
| 朝赤龍     | 0    | 1    | 魁聖   | 1    | 0    | 旭秀鵬 | 1    | 0    | 磋牙司   | 0    | 1    |
| 佐田の富士 | 0    | 1    | 大道   | 1    | 0    | 隆の山 | 0    | 1    | 千代の国 | 0    | 1    |
| 天鎧鵬     | 0    | 1    | 時天空 | 0    | 1    | 土佐豊 | 0    | 1    | 栃ノ心   | 0    | 1    |
| 富士東     | 0    | 1    | 芳東   | 0    | 1    |        |      |      |          |      |      |

## 映画
- テルマエ・ロマエII（2014年） - 力士 役